# Abano

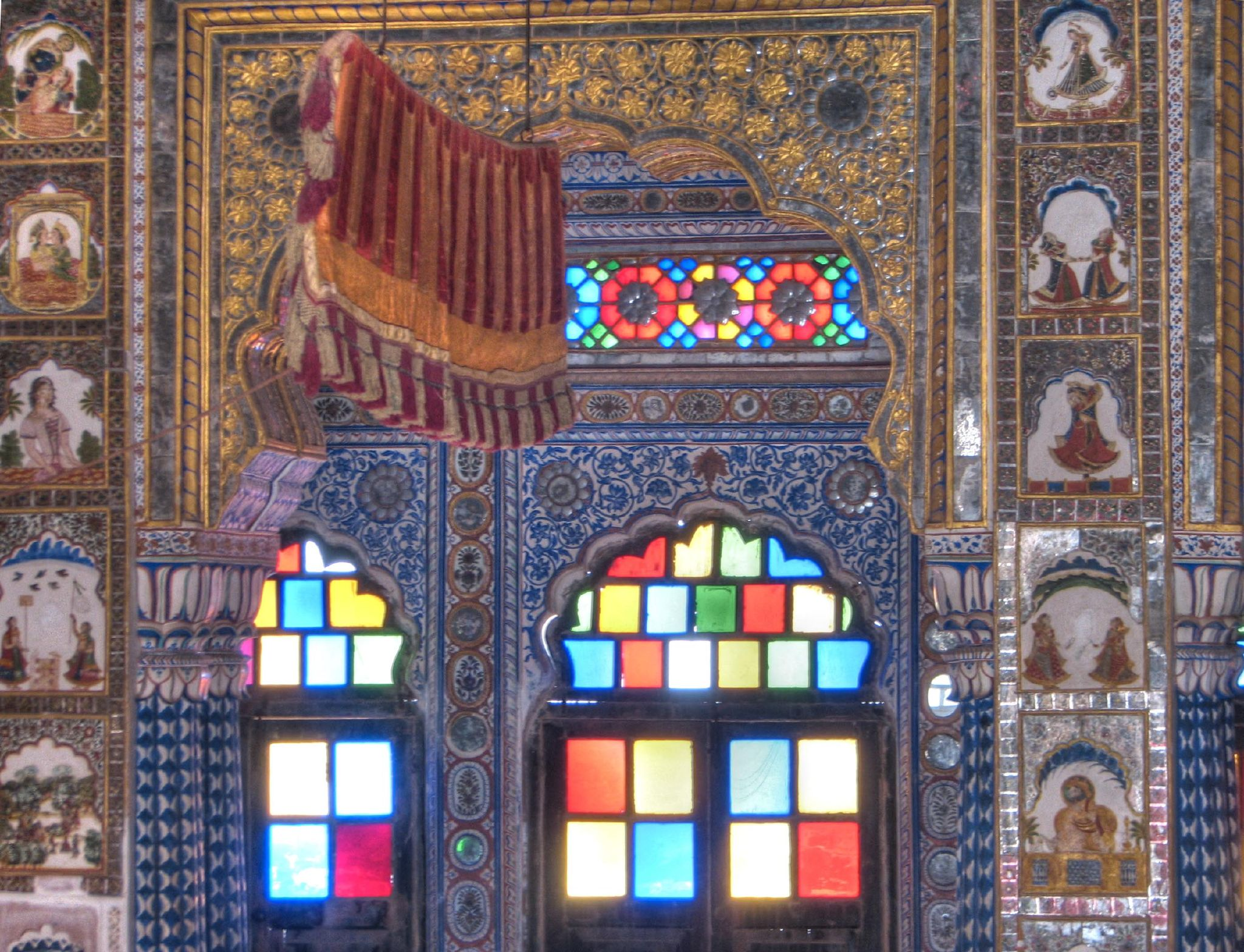
Abano en la fortaleza de Mehrangarh, en la India.

El abano es un gran abanico de ventilación compuesto por un armazón ligero con plumas o forrado de tela que, colgado del techo, se mueve manualmente gracias a una polea. Se desconoce su fecha de invención, pero ya los árabes lo usaban a principios del siglo VIII, siendo introducido en la península Indostánica a finales del XVIII (y sustituido durante el siglo XX por ventiladores eléctricos).
Cuando los ingleses llegaron a la India tomaron la palabra indígena pankah o punkah (en hindi se pronuncia pankha; procede del término sánscrito pakṣaka, de pakṣa ‘ala’). El encargado de accionar el pankah es un culí que recibe el nombre específico de pankawallah.
En inglés se usó la expresión punkah louvre para referirse a cierta instalación de ventilación (climatización) de forma cónica que arroja chorros de aire frío sobre los asientos de los pasajeros en algunos medios de transporte (aviones, trenes, etc).